# Johannes Petrelius
Johannes Petrelius, född 24 juni 1685 i Kalmar, död 23 januari 1745 i Västervik, var en svensk präst, riksdagsman och släktforskare.

## Biografi
Petrelius föddes 24 juni 1685 i Kalmar. Han var son till skomakaren Anders Mattson Gammal och Maria Götz. Petrelius blev 1704 student vid Uppsala universitet. 1716 blev han magister där. Petrelius prästvigdes 1717. 1723 blev han kyrkoherde i Västerviks församling och 1724 prost. 1740 var han riksdagsman. Petrelius avled 23 januari 1745 i Västervik.
Petrelius var preses vid prästmötet 1733 och concionator vid prästmötet 1742. 

### Familj
Petrelius gifte sig 24 april 1737 med Inga Brita Cederstolpe (1718-1763). Hon var dotter till överkrigskommissarien Hans Cederstolpe. De fick tillsammans barnen Agnes Margaretha (född 1738), Anders Johan (född 1739), Johan Samuel (född 1740) och Inga Sophia (1742-1743). Efter Petrelius död gifte Cederstolpe om sig med kyrkoherde Sundelin i Östra Stenby socken.

### Manuskript
- Svenska adl. familiers descendenter.
- Svenska ärkebiskopars och biskopars giftermål, barn, mågar.
- Excepter utur kyrkböcker om del. familjer.
- Om adel. personers giften.
- Anteckningar vid adelsmatrikeln.